# Ирландский регбийный союз
Ирландский регбийный союз (ирл. Cumann Rugbaí na hÉireann, англ. Irish Rugby Football Union) — организация, осуществляющая руководство регби на территории Республики Ирландия и Северной Ирландии. Основан в 1879 году, а в 1886 году наряду с Валлийским и Шотландским регбийными союзами стал одним из основателей Международного совета регби. Состоит из четырёх союзов, каждый из которых представляет одну из исторических провинций Ирландии — Коннахт, Ленстер, Манстер и Ольстер. Штаб-квартира организации располагается в Дублине.

## История
Ирландский регбийный союз был создан в 1879 году путём слияния Ирландского футбольного союза (руководил клубами Ленстера, Манстера и части Ольстера) и Северного футбольного союза (руководил клубами из Белфаста и его окрестностей). Одним из условий этого объединения было создание трёх провинциальных союзов в Ленстере, Манстере и Ольстере, и к 1885 году в них насчитывалось 26 клубов. В четвёртой провинции, Коннахте, свой союз был создан в 1886 году.
В 1886 году в Дублине на встрече регбийных союзов Домашних наций было предложено создать наднациональный орган, который взял бы на себя разработку и дополнение регбийных правил. Английский Регбийный союз выступил против и решение было отложено. Позже в том же году в Манчестере прошло второе собрание, на котором был создан Международный совет (ныне World Rugby), представители от Англии на этой встрече не присутствовали.
99 лет спустя Международный совет регби, к тому моменту уже всемирная организация, провёл очередное своё заседание в Париже. На нём членам совета (союзам четырёх Домашних наций, Австралии, Новой Зеландии и ЮАР) предстояло принять решение о создании чемпионата мира по регби. Нации проголосовали «за» большинством 6 против 2. Против создания турнира высказались только союзы Ирландии и Шотландии, которые считали, что всемирное первенство будет угрожать любительскому статусу регби.

Территории ирландских провинциальных клубов профессиональной эпохи

Через 20 лет, 26 августа 1995 года, IRB отменил все ограничения на оплату труда в регби, и этот спорт стал профессиональным. Регби в Ирландии было не подготовлено к таким изменениям, и в последующие несколько лет множество регбистов-любителей закончили со спортом. Чтобы соответствовать новым реалиям, Ирландскому регбийному союзу пришлось перестроить всю клубную систему. На основе сборных провинций, которые раньше собирались несколько раз в год для матчей с друг с другом или иностранными сборными, были созданы четыре профессиональных клуба — «Коннахт», «Ленстер», «Манстер» и «Ольстер». Клубы принадлежат союзу, а игроки заключают контракты с ним же, после чего распределяются по клубам. Таким образом, все финансовые потоки ирландского регби в профессиональную эпоху сосредоточены в руках регбийного союза. В 2001 году ирландские профессиональные клубы присоединяются к шотландским и валлийским и образуют Кельтскую лигу.

## Деятельность

### Сборные команды
| По регби-15: - Мужская сборная Ирландии по регби; - Женская сборная Ирландии по регби; - Айрланд Вулфхаундс — кандидаты в главную мужскую сборную; - Сборная Ирландии по регби до 20 лет; | По регби-7 - Мужская сборная Ирландии по регби-7 - Женская сборная Ирландии по регби-7 |

### Клубы и соревнования
Ирландскому регбийному союзу принадлежат все четыре профессиональных регбийных клуба Ирландии («Коннахт», «Ленстер», «Манстер», «Ольстер»). Кроме того, союз проводит ряд любительских соревнований. Главные из них — Чемпионат Всеирландской лиги, в котором участвуют 50 клубов, распределённые в 5 дивизионов, и Всеирландский кубок. Существуют также чемпионаты и кубки провинций. В 2015 году регби на взрослом уровне в Ирландии занимались 168 тысяч человек. В том же году было проведено 137 регбийных соревнований, в которых приняла участие 1301 молодёжная команда. Среди образовательных учреждений был сыгран 81 турнир для более чем тысячи команд.

### Стадионы
В ведении Ирландского регбийного союза также находятся регбийные и мультиспортивные стадионы по всему острову.

Наиболее крупные стадионы, принадлежащие Ирландскому регбийному союзу
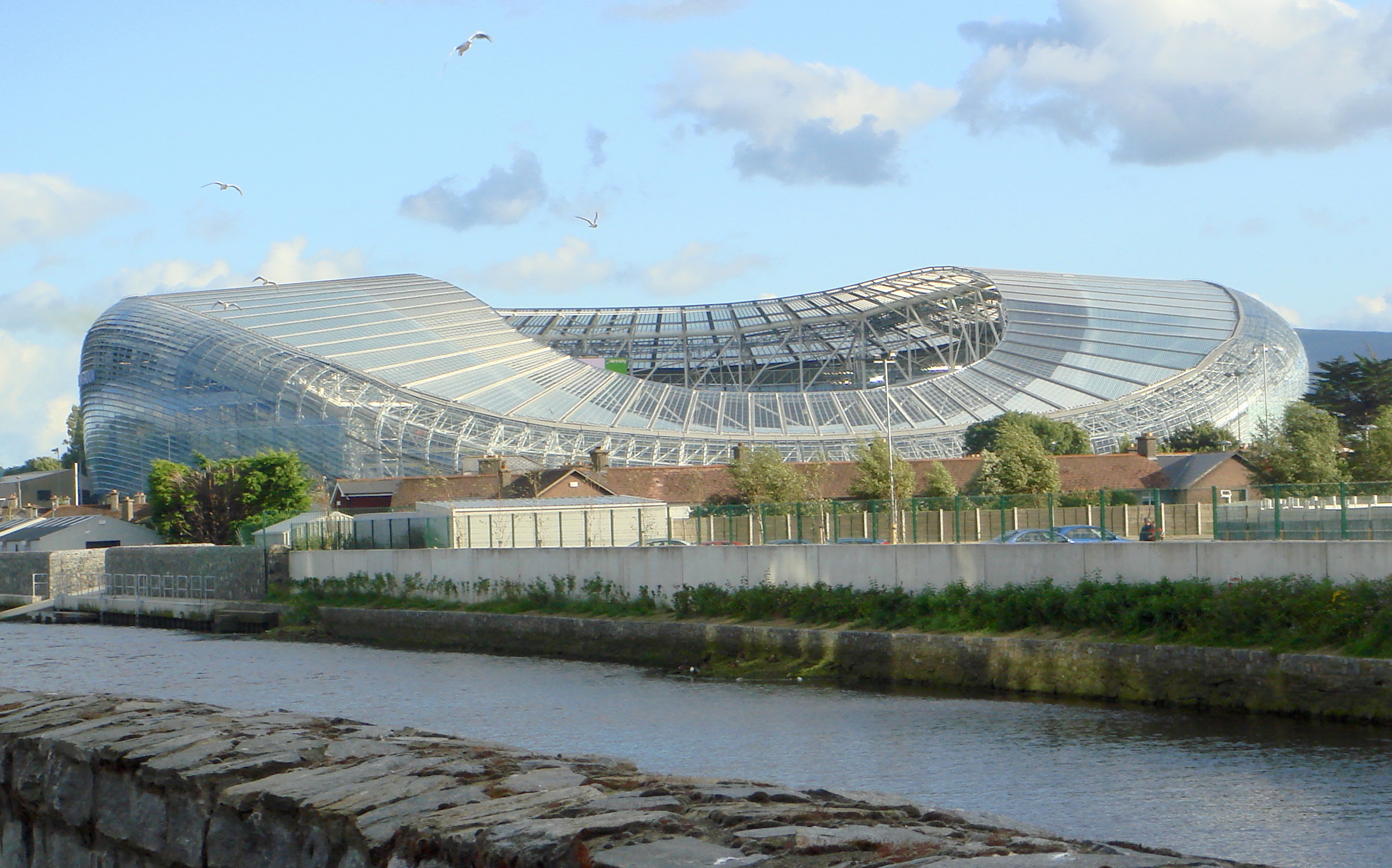
«Авива Стэдиум», Дублин. Вместимость 51 700 зрителей.
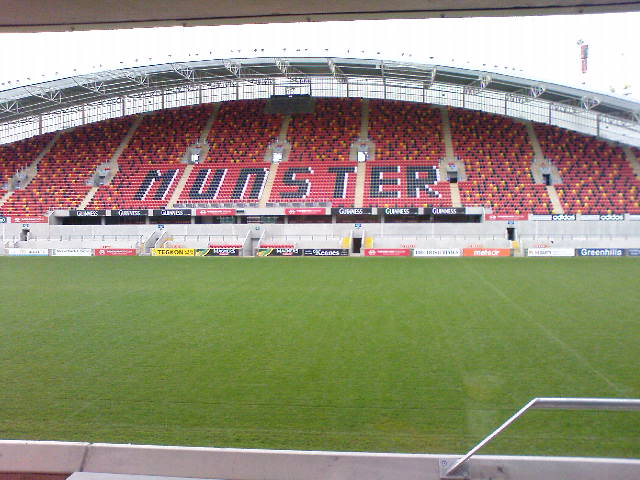
«Томонд Парк», Лимерик. Вместимость 25 600 зрителей.
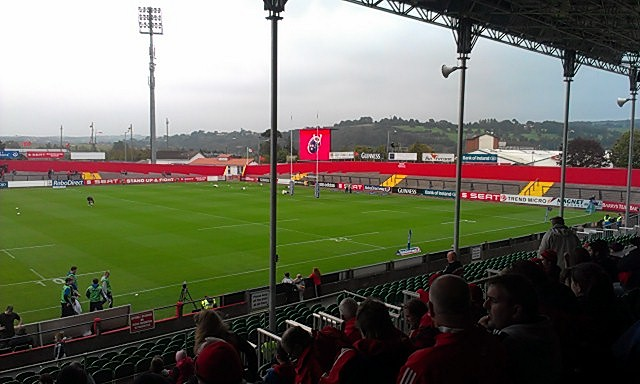
«Масгрейв Парк», Корк. Вместимость 9 500 зрителей.